# 真中くらら
真中 くらら（まなか くらら ）は、日本の漫画家。宮城県出身。宮城県名取北高等学校卒業。

## 作品リスト
- 『恋もる毒姫』（全３巻）（フェアベル ）
- 『暴君魔王と勇者な私』（フェアベル ）
- 『手錠とやわらかい拘束』（フェアベル ）
- 『不死鬼』（フェアベル ）
- 『無機物な君と僕』（フェアベル ）
- 『小悪魔様のお気に召すまま』（フェアベル ）
- 『従順オムライス』（フェアベル ）

| スタブアイコン | サブスタブ | この項目は、まだ閲覧者の調べものの参照としては役立たない、漫画家・漫画原作者に関連した書きかけの項目です。この項目を加筆・訂正などしてくださる協力者を求めています（P:漫画/PJ:漫画家）。 |